# Heiligenberg (Austria)
Heiligenberg – miejscowość i gmina w Austrii, w kraju związkowym Górna Austria, w powiecie Grieskirchen. Liczy 668 mieszkańców.